# 黃國輝
黃國輝，是香港資深創作人，曾任無綫電視編劇／編審／助理創作主任，於2006年後轉為自由身，只與無綫電視維持部頭合約關係。早年負責《歡樂今宵》編劇工作，其後晉升為編審、以至助理創作主任，並曾參與《季節》之編審工作。於1991年轉到戲劇組，仍任助理創作主任，間中兼任劇集編審工作，首部親自編審的劇集為《如来神掌再战江湖》。
於2016年完全離開服務多年的無綫電視，《末代御醫》為其在無綫電視告別的作品。

## 編審／編劇列表

### 電視劇（無綫電視）
- 1987-1988：《季節》（與陳靜儀合作）
- 1990：《同居三人組》（後期加入）【徐正康監製】
- 1991：《我愛玫瑰園》（與歐冠英、賈偉南合作）【蕭光漢監製】
- 1993：《如來神掌再戰江湖》【邱家雄監製】
- 1994：《射雕英雄傳》【李添勝監製】
- 1994：《天子屠龍》【黃有全監製】
- 1995：《神鵰俠侶》（與趙靜蓉合作）【李添勝監製】
- 1996：《笑傲江湖》（與趙靜蓉合作）【李添勝監製】
- 2001：《尋秦記》（與湯建萍合作）【莊偉建監製】
- 2002：《彩色世界》（與歐冠英、司徒錦源合作，只負責劇本修訂）【莊偉建監製】
- 2002：《再生緣》（與湯建萍合作）【潘嘉德監製】
- 2002：《雲海玉弓緣》【張乾文監製】
- 2002：《駁命老公追老婆》（與伍立光合作，只負責前期故事創作）【莊偉建監製】
- 2003：《衛斯理》【張乾文監製】
- 2003：《一屋兩家三姓人》【潘嘉德監製】
- 2005：《同撈同煲》【關永忠監製】
- 2006：《佛山贊師父》（與梁詠梅合作，只負責故事及分場）【莊偉建監製】
- 2006：《心慌心郁逐個捉》【潘嘉德監製】（*拍攝於2003年）
- 2006：《東方之珠》（與陳金玲合作）【唐基明監製】
- 2007：《古靈精探》【張乾文監製】
- 2008：《大冬瓜》【潘嘉德監製】
- 2009：《老婆大人II》【莊偉建監製】
- 2009：《古靈精探B》（與梁恩東合作）【關永忠監製】
- 2010：《五味人生》（與葉世康合作）【張乾文監製】
- 2011：《依家有喜》（與陳金玲、梁恩東合作）【潘嘉德監製】
- 2011：《洪武三十二》（與蔡淑賢合作）【黃偉聲監製】
- 2011：《東西宮略》【黃偉聲監製】
- 2012：《戀愛季節》（與關皓月合作，只負責1-10集「春」、「夏」部分）【關永忠監製】
- 2013：《熟男有惑》（與陳金鈴合作，只負責部分劇本修訂）【林志華監製】
- 2013：《貓屎媽媽》（與陳金鈴合作，只負責部分劇本修訂）【張乾文監製】
- 2015：《師奶Madam》【李艷芳監製】
- 2015：《潮拜武當》【張乾文監製】
- 2016：《末代御醫》【張乾文監製】
- 2022：《家族榮耀》（與蕭光漢合作）【梁家樹監製】
- 2024：《家族榮耀之繼承者》（與蕭光漢合作）【梁家樹監製】

## 創作書籍
- 《無形失蹤》（黎文卓監製、黃國輝編寫）